# Magomedomar Magomedomarov
Magomedomar Magomedomarov (en russe : Магомедомар Магомедомаров) est un judoka russe, jouant sous les couleurs des Émirats arabes unis, né le 10 avril 2001.

## Carrière sportive dans le Caucase russe
À la mi-mai 2017, à Kiziliourt, il a remporté le championnat du Daghestan chez les jeunes pour les prix des champions olympiques Mansur Isaev et Tagir Khaybulaev. En septembre 2017, à Grozny, il remporte une médaille d'argent au Championnat junior du District fédéral du Caucase du Nord. Un mois plus tard, en novembre 2017, en Crimée, il participe au Championnat de Russie de judo chez les athlètes de moins de 18 ans.
En septembre 2018, à Grozny, il devient médaillé de bronze du tournoi international dédié à la mémoire de Turpal-Ali Kadyrov. Fin décembre 2018, à Kizilyurt, il est devenu le vainqueur du tournoi à la mémoire de l'Imam Shamil.
En juillet 2019, à Nazran, il devient deuxième du championnat du District fédéral du Caucase du Nord. En septembre 2021, il participe au Championnat de Russie à Maïkop.

## Carrière internationale
Dès 2021, il participe sous les couleurs des Émirats arabes unis aux Jeux de la solidarité islamique de 2021 à Konya en Turquie où il remporte sa première médaille d'or internationale.
Il participe par la suite en juillet 2022 à des compétitions ouvertes de judo comme Open de Cluj-Napoca en Roumanie où il reporte l'or ainsi qu'au Grand Slam de Hongrie (en) où il remporte le bronze. Aux Jeux asiatiques de 2022 en Chine, il remporte l'or dans sa catégorie en battant le Tadjik Temur Rakhimov.
Il commence l'année 2023 par un tournoi ouvert, le Grand Slam d'Antalya où il s'incline en seizième de finale. À la mi-mai 2023, il a participé aux Championnats du monde de judo 2023 à Doha, où en 1/4 de finale il a battu le représentant de la Corée du Sud, Kim Minjong. À la suite de cette défaite, il participe durant l'été 2023 à trois autres tournois libres, respectivement au Grand Prix de Douchanbé où il termine troisième, au Grand Slam de Qazaqstan Barysy où il termine sans classement et enfin, de retour en Hongrie où il est éliminé en seizième de finale aux Hungary Masters 2023 dans sa catégorie des plus de 100kg. Enfin, il conclut l'année à domicile à Abou Dabi, où il échoue une nouvelle fois lors du Grand Slam 2023 à la septième place.
En 2024, année olympique, il participe en début d'année à deux tournois ouverts où il obtient des scores mitigés (cinquième au Grand Prix du Portugal et sans classement au Grand Slam de Paris). Avant sa participation aux Jeux olympiques d'été de 2024, il se rassure avec une médaille de bronze aux Championnats d'Asie de judo de 2024 à Hong Kong. Entre cette compétition asiatique et le championnat du monde de judo, il participe une nouvelle fois au Grand slam de Douchanbé où il termine à la cinquième place. Enfin, à domicile à Abou Dabi, il échoue en seizième de finale au Championnats du monde de judo 2024. Aux Jeux olympiques d'été de 2024, il échoue en phase de groupe face au français Teddy Riner au Grand Palais éphémère.

### Palmarès international
| Année | Compétition                     | Lieu      | Résultat        | Catégorie     |
| ----- | ------------------------------- | --------- | --------------- | ------------- |
| 2021  | Jeux de la solidarité islamique | Konya     | 1er             | Plus de 100kg |
| 2022  | Jeux asiatiques                 | Hangzhou  | 1er             | Plus de 100kg |
| 2023  | Championnats du monde de judo   | Doha      | 1/16            | Plus de 100kg |
| 2024  | Championnats d'Asie de judo     | Hong Kong | 3e              | Plus de 100kg |
| 2024  | Championnats du monde de judo   | Abou Dabi | 1/16            | Plus de 100kg |
| 2024  | Jeux olympiques d'été de 2024   | Paris     | Phase de groupe | Plus de 100kg |

## Vie personnelle
Il est originaire du Daghestan en Russie.